# Hip-hop néo-zélandais
Le hip-hop néo-zélandais désigne la culture et la musique hip-hop en Nouvelle-Zélande. Comme pour les États-Unis, pays dans lequel a initialement émergé le hip-hop, le hip-hop néo-zélandais comprend les quatre éléments essentiels : le rap, le DJing, le graffiti et le breakdance. Le premier élément à atteindre le pays est le breakdance, popularisé grâce au film Les Guerriers de la nuit. 

## Histoire
Quelques premiers artistes hip-hop mêlaient le rap américain à la langue māori et aux traditions néo-zélandaises. Poi E de Dalvanius Prime (1984) incorpore des éléments de danse hip-hop dans son clip. Le morceau, entièrement chanté en māori, devient un succès dans le pays. Le groupe Upper Hutt Posse mêle hip-hop et culture māori dans leur single E Tu (1988). Un bootleg de leur morceau Hardcore Hiphop atteint la première place de la radio universitaire Christchurch en février 1988. Quelques rappeurs, comme les membres de Upper Hutt Posse, se popularisent pour leur rap conscient prônant le tino rangatiratanga (souveraineté māori).
Un autre célèbre groupe māori qui a incorporé le hip-hop est Moana and the Moahunters, qui reportera un prix New Zealand Music Industry en 1992. Ils citent le peu de temps d'antenne consacré à la musique māori et son exclusion par l'industrie musicale.